# Mountain Mocha Kilimanjaro
Mountain Mocha Kilimanjaro（マウンテン・モカ・キリマンジャロ）は、日本の6人組インストゥルメンタル・ファンク・バンド。埼玉県で結成され、活動初期は「埼玉の粗大ゴミ」を自称していた。2009年にはUKの名門レーベル『JAZZMAN』から日本人として初めて音源をリリースした。

## メンバー
- 四方田 直人（Temjin） - トランペット
- 小林 直一（Bobsan） - ギター
- 溝口 祐毅 a.k.a. MZO - オルガン
- 岡野 諭（Tiger） - ドラム
- 栗原 健 - テナーサックス
- 吉川 衛 - ベース

## ディスコグラフィ
以下に挙げるのは全て国内におけるリリース情報である。海外リリースにおいてはこの限りではない。

### シングル
シングル盤は、全てアナログレコードと配信でのリリースである。
- Why Am I Standing Here? / Immigrant Song（2008年12月19日）
- Time Has Come / Blackbyrds' Theme（2009年1月23日）
- (Ain't Got Nobody) Just A Rambling Man / Tell Me A Bedtime Story（2009年12月2日）
- The Preacher / Get Your Point Over（2011年7月30日）
- Stompin' Joe / Too High（2011年8月17日）
- What Satisfies You If You Can't Get Enough? / Exodus（2011年9月21日）
- Lie On The Side / Power Of Soul（2011年10月19日）
- Sunshine Of The Spotless Mind / K.I.T.T. Knight Rider Main Title（2011年11月16日）
- Perfect Time / The Long And Winding Road（2012年1月18日）

### アルバム
- MOUNTAIN MOCHA KILIMANJARO（2008年5月16日）- 1st Album
- UHURU PEAK（2010年1月20日）- 2nd Album
- 温故知新（2012年1月）- Cover Album
- PERFECT TIMES（2012年7月4日）- 3rd Album
- 壱弐参四伍録（2014年3月19日）- 4th Album